# Isla Cristina
Isla Cristina és un municipi de la província de Huelva. L'any 2006 tenia 20.323 habitants. La seva extensió superficial és de 50 km² i té una densitat de 397,5 hab/km². Les seves coordenades geogràfiques són 37°12′ N, 7° 19′ O. Està situat a una altitud de 3 metres sobre el nivell del mar i a 56 kilòmetres de la capital de la província, Huelva.

## Geografia

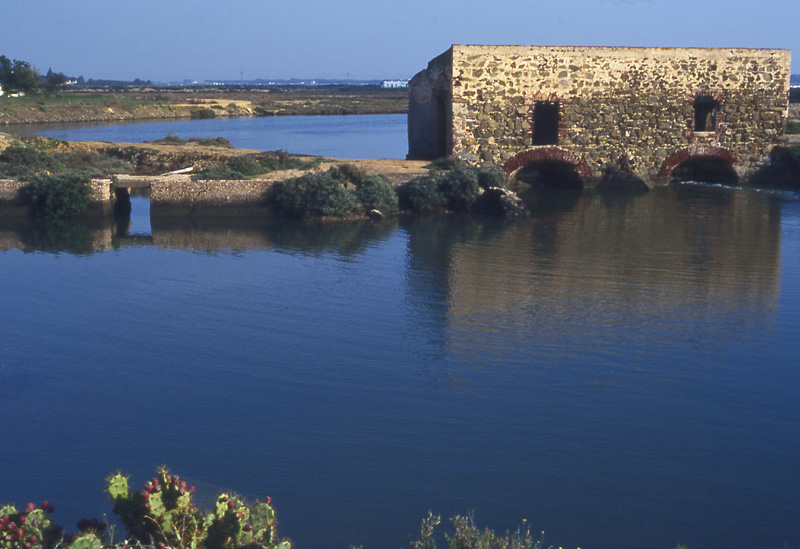
Molí de marees de Pozo del Camino abans de la seva restauració.

El terme municipal comprèn els nuclis urbans d'Isla Cristina, Pozo del Camino, La Redondela i de la Mancomunitat Intermunicipal d'Islantilla, que suposarà en un futur proper un gran assentament turístic.
La població és eminentment marinera, triplicant-se a l'estiu a causa del turisme que gaudeix dels 8 km de costa per on s'estenen unes platges amples de sorra groga. Es pot practicar la pesca esportiva a la Ría Carrera, a les platges i a mar obert.
| 2000   | 2001   | 2002   | 2003   | 2004   | 2005   | 2006   |
| ------ | ------ | ------ | ------ | ------ | ------ | ------ |
| 18.236 | 18.435 | 18.770 | 19.027 | 19.227 | 19.875 | 20.323 |

## Història
El terratrèmol de Lisboa de 1755 va canviar la fisonomia de la costa atlàntica de la península Ibèrica i va donar lloc, entre d'altres, a l'aparició d'una illa a l'actual Isla Cristina. Aquesta localitat va ser fundada per pescadors catalans, en concret per Arnau, de Canet de Mar, patró de pesca, que es va establir allí el 1756, i a qui seguiren altres catalans i valencians. El 1757, Josep Faneca, de Mataró, que era llavors l'únic habitant, ja que els altres estaven absents, va descobrir aigua potable. El primer magatzem el va construir Anton Salerich.
En aquesta època l'anomenaven La Figuereta o La Higuerita, en referència a una petita figuera propera al pou d'aigua potable. El 1802 es va convertir en municipi, prenent la capitalitat de l'antic municipi de La Redondela, i el 29 de gener de 1834 pren el nom d'Isla Cristina, en agraïment a la Reina Maria Cristina per l'ajuda prestada quan un brot de còlera va afectar gran part de la població.
En l'actualitat, l'emprempta catalana encara és visible en els cognoms de bona part de la població i en alguns elements del lèxic local, com ara acheta (aixeta), lota (lotja), botica (botiga) o coca, tot i que és una típica població andalusa.

## Símbols
La bandera està formada per dues franges grogues que representen el sol i 7 barres alternades de blanc i blau que representen l'aire i el mar, s'alternen 4 de blanques i 3 de blaves.
L'escut consta en la seva part superior del pou i la figuera que representen els orígens de la població. A la part inferior té dos vaixells que confirmen el caràcter mariner de la gent de la localitat. Ostenta com a timbre, una corona reial que demostra el títol atorgat per la Reina Maria Cristina i que va canviar el nom de La Figuereta o Higuerita a Real Isla de la Higuerita.

## Persones il·lustres
- José Antonio Sánchez Domínguez (n.1953), periodista.